# Oulad Zarrad
Oulad Zarrad (en àrab أولاد زراد, Ūlād Zarrād; en amazic ⵡⵍⴰⴷ ⵣⵔⵔⴰⴷ) és una comuna rural de la província d'El Kelâa des Sraghna, a la regió de Marràqueix-Safi, al Marroc. Segons el cens de 2014 tenia una població total de 12.233 persones.